# تشارلز كلوف
تشارلز كلوف (بالإنجليزية: Charles Clough)‏ هو رسام وفنان أمريكي، ولد في 2 فبراير 1951.